# Гайдамак Михайло Дмитрович
Михайло Дмитрович Гайдамак (рос. Михаил Дмитриевич Гайдамак; нар. 21 листопада 1996, Новосибірськ, Росія) — російський футболіст, півзахисник міаського «Торпедо».

## Життєпис
Народився в Новосибірськ. Вихованець місцевих клубів «Чкаловець» та «Сибір». На початку липня 2013 року перейшов до «Томі». У складі першої команди томчан не зіграв жодного офіційного матчу, натомість зіграв 19 матчів (1 гол) у молодіжному чемпіонаті країни. З 2016 по 2018 рік виступав за молодіжну команду новосибірського «Сибіру», який виступав в аматорському чемпіонаті Росії. На початку липня 2018 року став гравцем «Сибіру-2». У футболці новосибірського клубу дебютував 7 серпня 2018 року в програному (1:2) виїзному поєдинку 2-го туру зони «Схід» Другого дивізіону Росії проти южносахалінського «Сахаліна». Михайло вийшов на поле в стартовому складі, а на 85-й хвилині його замінив Єгор Дебердієв. Загалом зіграв 20 матчів у футболці «Сибіру-2» в Другому дивізіоні Росії.
Наприкінці серпня 2019 року став гравцем «Хвилі». У футболці пінського клубу дебютував 31 серпня 2019 року в переможному (2:1) виїзному поєдинку Першої ліги Білорусі проти «Барановичів». Гайдамак вийшов на поле в стартовому складі, а на 80-й хвилині його замінив Павло Михальцов. Першим голом за «Хвилю» відзначився 24 серпня 2019 року на 90+4-й хвилині програного (1:3) виїзного поєдинку 17-го туру Першої ліги Білорусі проти гомельського «Локомотива». Гайдамак вийшов на поле на 46-й хвилині, замінивши Сергія Володька. У сезоні 2019 року провів 12 матчів (2 голи) у Першій лізі Білорусі. Наприкінці вересня 2020 року виїхав до окупованого Криму. Зіграв 8 матчів за керчинський «Океан» у так званій «Прем'єр-лізі КФС».
У середині лютого 2021 року повернувся до Росії, де став гравцем «Чити». У футболці «городян» дебютував 3 квітня 2021 року в переможному (2:1) виїзному поєдинку 17-го туру Другого дивізіону проти «Казанки». Михайло вийшов на поле в стартовому складі та відіграв увесь матч. Єдиним голом за «Читу» відзначився 6 квітня 2021 року на 28-й хвилині програного (1:2) виїзного поєдинку 18-го туру Другого дивізіону проти «Мурома». Гайдамак вийшов на поле в стартовому складі, а на 88-й хвилині його замінив Ілля Анциферов. За півтора сезони, проведені у футболці «городян», зіграв 35 матчів (1 гол) у Другому дивізіоні Росії.
Наприкінці липня 2022 року підсилив «Торпедо». У футболці міаського клубу дебютував 24 липня 2022 року в нічийному (1:1) домашньому поєдинку 1-го туру другого дивізіону Росії проти іжевського «Зеніту». Михайло вийшов на поле на 64-й хвилині, замінивши В'ячеслава Стешина.